# Thành phố của Nhật Bản

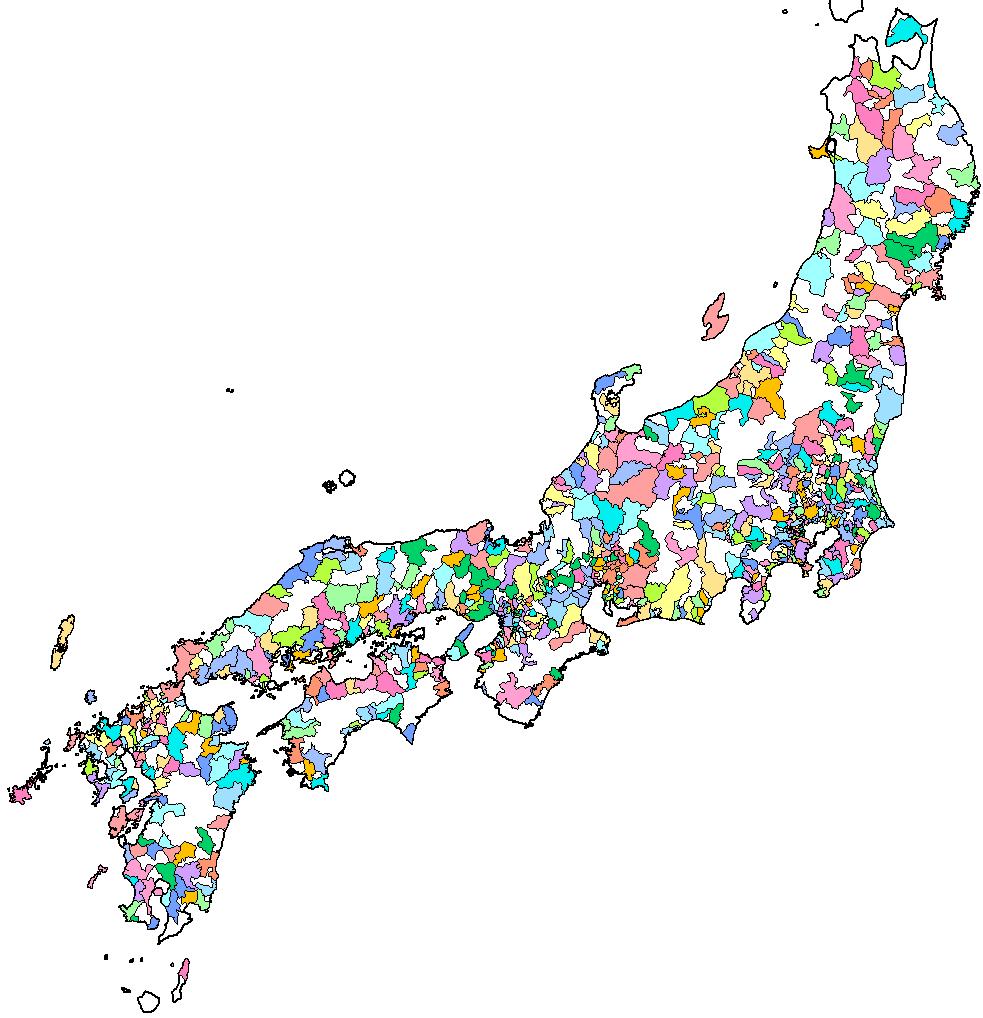
Các thành phố ở Nhật Bản

Thành phố (市 shi) là một đơn vị hành chính ở Nhật Bản. Đơn vị hành chính này được xếp cùng cấp với thị trấn (町 machi) và làng (村 mura), nhưng có một số điểm khác biệt như thành phố không trực thuộc các Huyện (郡 gun). Cũng giống như các đơn vị hành chánh hiện tại khác, các thành phố này được xác lập theo Luật tự trị địa phương (地方自治法 Chihō-jichi-hō) năm 1947.

## Tình trạng thành phố
Điều 8 của Luật tự trị địa phương đặt ra các điều kiện sau đây để một đô thị được chỉ định là thành phố:
- Dân số thường phải từ 50.000 trở lên (原則として人口5万人以上)
- Ít nhất 60% hộ gia đình phải được thành lập ở khu vực đô thị trung tâm (中心市街地の戸数が全戸数の6割以上)
- Ít nhất 60% hộ gia đình phải làm việc trong ngành thương mại, công nghiệp hoặc các ngành nghề đô thị khác (商工業等の都市的業態に従事する世帯人口が全人口の6割以上)
- Bất kỳ điều kiện nào khác được thiết lập bởi pháp lệnh tỉnh phải được thỏa mãn (他に当該都道府県の条例で定める要件を満たしていること)

Việc chỉ định được phê duyệt bởi thống đốc tỉnh và Bộ trưởng Bộ Nội vụ và Truyền thông.
Về mặt lý thuyết, một thành phố có thể bị giáng cấp xuống một thị trấn hoặc làng khi không đáp ứng bất kỳ điều kiện nào trong số này, nhưng việc hạ cấp như vậy cho đến nay chưa xảy ra. Thành phố ít dân nhất Utashinai, Hokkaidō có dân số ba ngàn người, trong khi một thị trấn trong cùng tỉnh, Otofuke, Hokkaidō, có hơn bốn mươi ngàn.
Theo Đạo luật về các điều khoản đặc biệt liên quan đến sáp nhập thành phố (市町村の合併の特例等に関する法律  Act No. 59 of 2004), tiêu chuẩn 50.000 cư dân để được xem là thành phố đã được giảm xuống còn 30.000 nếu dân số đó tăng lên do sáp nhập các thị trấn và/hoặc làng, để tạo điều kiện cho việc sáp nhập đó nhằm giảm chi phí hành chính. Nhiều thành phố đã đạt được tình trạng thành phố theo tiêu chuẩn nới lỏng này. Mặt khác, các đô thị gần đây đã đạt được trạng thái thành phố hoàn toàn do sự gia tăng dân số mà không mở rộng diện tích được giới hạn ở những nơi được liệt kê trong Danh sách các thị trấn hoặc làng cũ đã đạt được tình trạng thành phố một mình ở Nhật Bản.

### Phân loại các thành phố lớn
Nội các Nhật Bản có thể chỉ định các thành phố có ít nhất 200.000 cư dân có trạng thái thành phố trung tâm hoặc thành phố cấp quốc gia. Những trạng thái này mở rộng phạm vi thẩm quyền hành chính được ủy quyền từ chính quyền tỉnh cho chính quyền thành phố.

### Tình trạng của Tokyo
Tokyo, thủ đô của Nhật Bản, tồn tại như một thành phố cho đến năm 1943, nhưng hiện được phân loại hợp pháp thành một loại đặc biệt của tỉnh được gọi là Đô (都 to). 23 quận đặc biệt của Tokyo, tạo thành lõi của vùng đô thị Tokyo, mỗi nơi có một địa vị hành chính tương tự như các thành phố. Tokyo cũng có một số thành phố, thị trấn và làng kết hợp khác trong phạm vi quyền hạn của mình.

## Lịch sử
Các thành phố được giới thiệu theo "mã thành phố" (shisei, 市制) năm 1888 trong "Đại sáp nhập Minh Trị" (Meiji no daigappei, 明治の大合併) năm 1889. -shi thay thế các huyện đô thị/"quận/thành phố" (-ku) trước đó đã tồn tại như các phân khu chính của quận ngoài các huyện nông thôn/(-gun) kể từ năm 1878. Ban đầu, có 39 thành phố vào năm 1889: chỉ có một thành phố trong hầu hết các tỉnh trừ một số ít có hai thành phố (Yamagata, Toyama, Osaka, Hyōgo, Fukuoka), và không tỉnh nào có nhiều hơn - Miyazaki trở thành tỉnh cuối cùng có thành phố đầu tiên vào năm 1924. Ở Okinawa-ken và Hokkaidō chưa hoàn toàn bình đẳng trong Đế quốc, các khu định cư đô thị lớn vẫn được tổ chức như Các huyện nội thành cho đến những năm 1920: Naha-ku và Shuri-ku, hai huyện nội thành Okinawa chỉ được chuyển đổi thành Naha-shi và Shuri-shi vào tháng 5 năm 1921, và sáu -ku của Hokkaidoaidō đã được chuyển đổi thành các thành phố độc lập vào tháng 8 năm 1922.
Đến năm 1945, số lượng thành phố trên toàn quốc đã tăng lên 205. Sau Thế chiến II, số lượng thành phố đã gần gấp đôi trong "Đại sáp nhập Chiêu hòa" của những năm 1950 và tiếp tục phát triển để vượt qua số lượng thị trấn vào đầu thế kỷ 21 (xem Danh sách các vụ sáp nhập và giải thể các đô thị ở Nhật Bản). Tính đến ngày 1 tháng 10 năm 2018, có 792 thành phố ở Nhật Bản.